# Pantomorus
Pantomorus är ett släkte av skalbaggar som beskrevs av Carl Johan Schönherr 1859. Pantomorus ingår i familjen vivlar.

## Bildgalleri

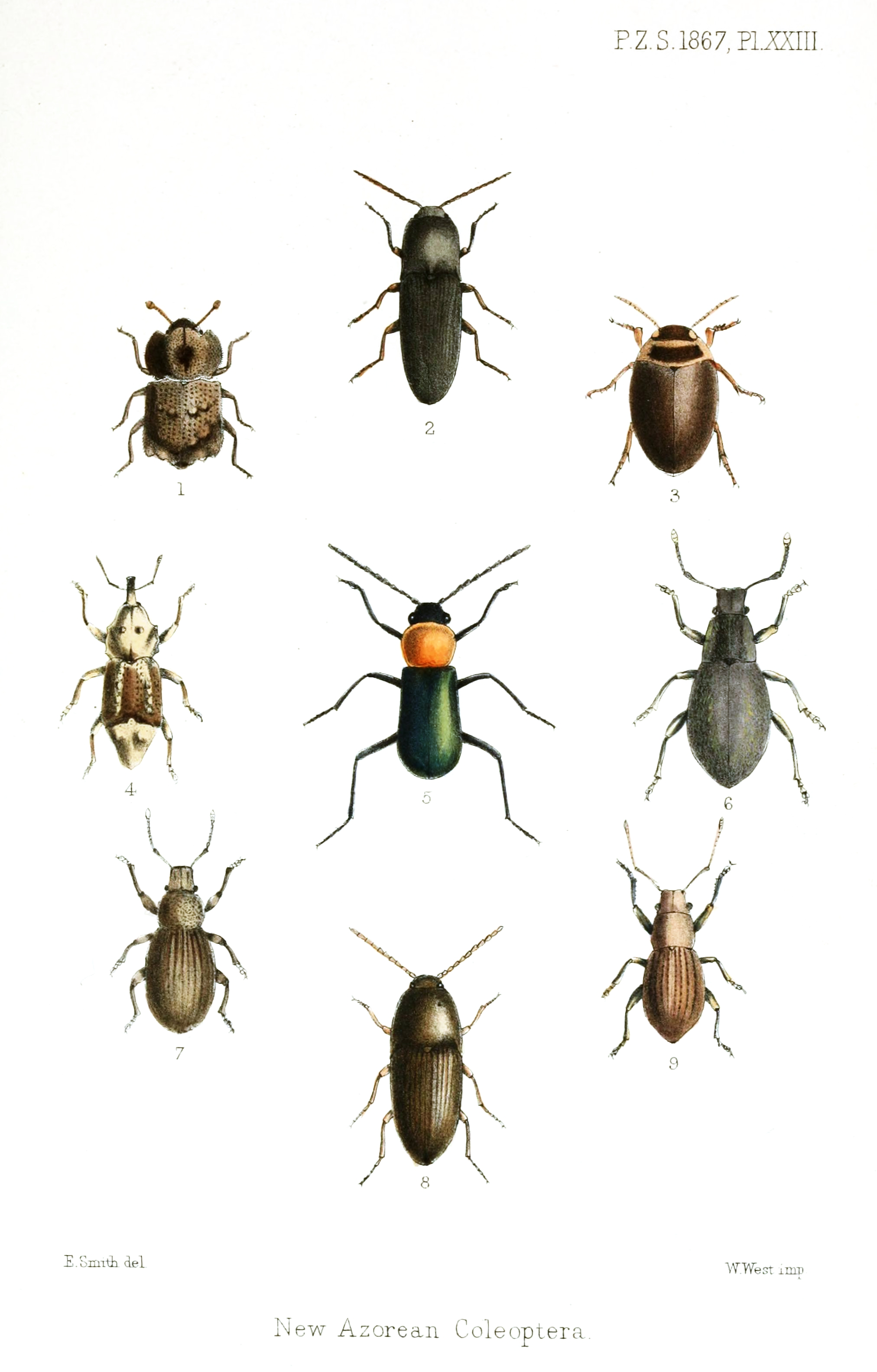
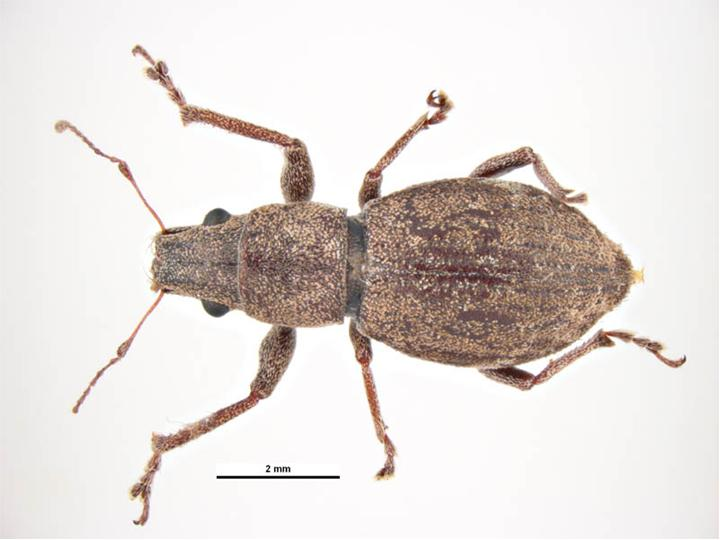
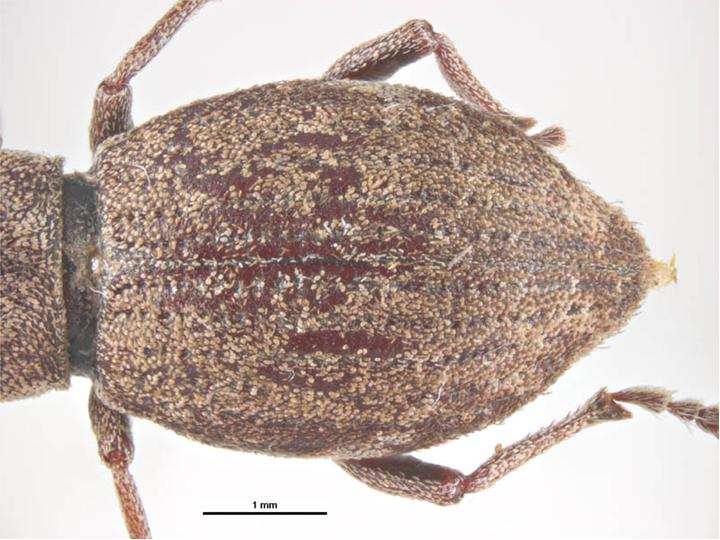
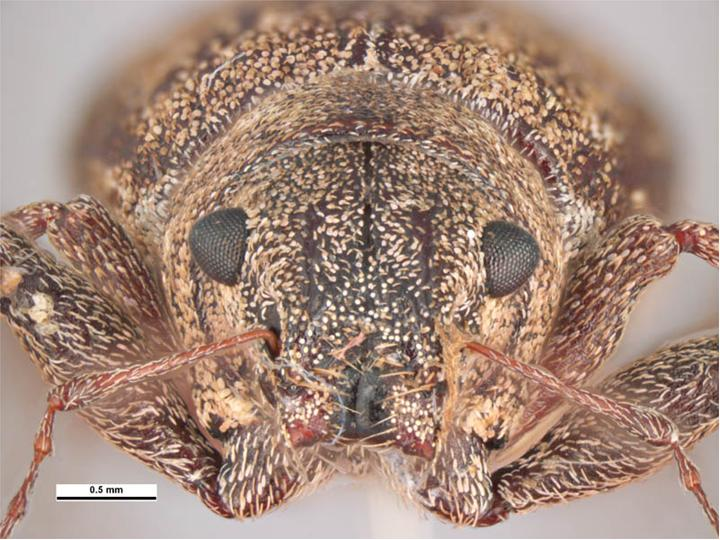
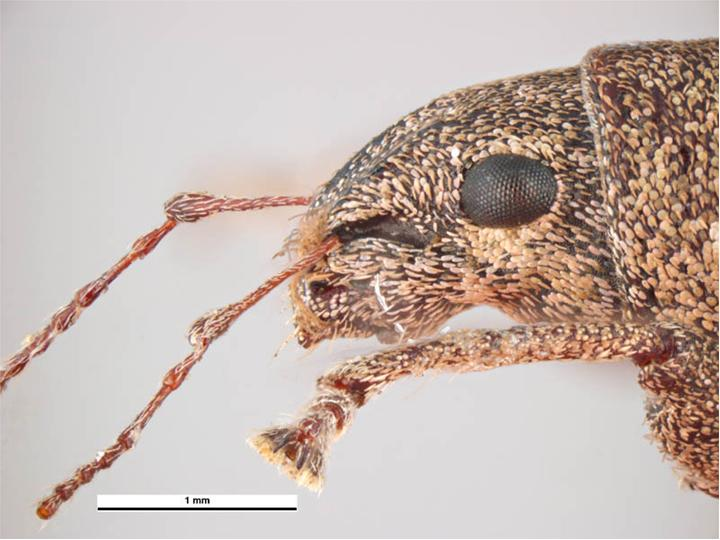
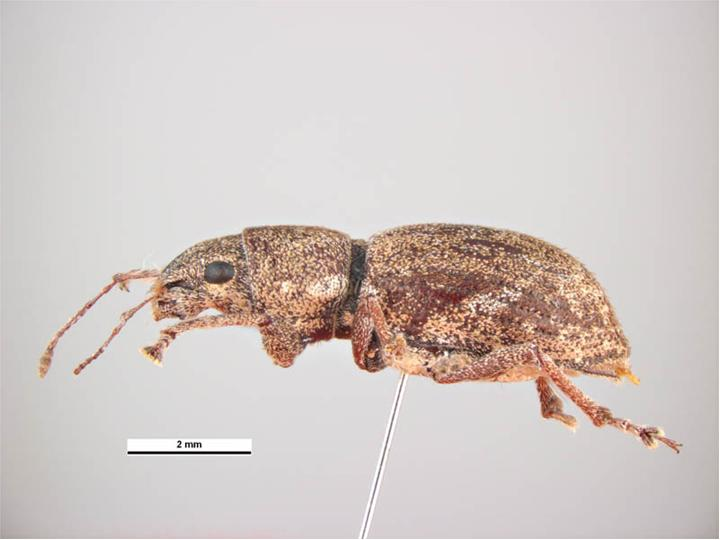

## Dottertaxa tillPantomorus, i alfabetisk ordning[1][2]
- Pantomorus affinis
- Pantomorus albarius
- Pantomorus albicans
- Pantomorus albosignatus
- Pantomorus annectens
- Pantomorus anthribiformis
- Pantomorus asperatus
- Pantomorus brevipes
- Pantomorus candidus
- Pantomorus cervinus
- Pantomorus circumcinctus
- Pantomorus contractus
- Pantomorus crinitus
- Pantomorus cupreatus
- Pantomorus distans
- Pantomorus dorsalis
- Pantomorus dubius
- Pantomorus elegans
- Pantomorus eximius
- Pantomorus faber
- Pantomorus facialis
- Pantomorus femoratus
- Pantomorus fulleri
- Pantomorus galapagoensis
- Pantomorus globicollis
- Pantomorus godmani
- Pantomorus hirtellus
- Pantomorus horridus
- Pantomorus kollari
- Pantomorus lacertosus
- Pantomorus leucogaster
- Pantomorus leucoloma
- Pantomorus longulus
- Pantomorus maculosus
- Pantomorus metallicus
- Pantomorus minor
- Pantomorus minutus
- Pantomorus mollis
- Pantomorus nebraskensis
- Pantomorus nobilis
- Pantomorus obscurus
- Pantomorus olindae
- Pantomorus pallidulus
- Pantomorus pallidus
- Pantomorus parsevali
- Pantomorus parvulus
- Pantomorus pascoei
- Pantomorus peregrinus
- Pantomorus picipes
- Pantomorus picturatus
- Pantomorus pilosus
- Pantomorus planitiatus
- Pantomorus robustus
- Pantomorus rudis
- Pantomorus rufipes
- Pantomorus ruizi
- Pantomorus salvini
- Pantomorus setulosus
- Pantomorus sobrinus
- Pantomorus strabo
- Pantomorus striatus
- Pantomorus stupidus
- Pantomorus subcinctus
- Pantomorus sulfureus
- Pantomorus taeniatulus
- Pantomorus tesselatus
- Pantomorus texanellus
- Pantomorus texanus
- Pantomorus tomentosus
- Pantomorus trituberculatus
- Pantomorus uniformis
- Pantomorus viridicans
- Pantomorus viridis
- Pantomorus viridisquamosus